# Маглан
Магла́н (ивр. מגלן‎ — «ибис»), подразделение № 212 — специальное подразделение Армии обороны Израиля, предназначенное для действий за линией фронта.
Подразделение создано в 1986 году из бойцов подразделения Шальдаг, Сайерет Маткаль и разведроты бригады парашютистов. Бойцы носят красные береты и красные ботинки, как в бригаде парашютистов, с оперативным подчинением 98-й резервной воздушно-десантной дивизии.
В 2015 году подразделение включили в состав вновь образованной бригады специального назначения (89-я бригада специального назначения «Оз»).
Согласно АОИ, подразделение было создано для противотанковой деятельности «с применением новейшего вооружения», в настоящее время ее предназначением являются диверсионные и разведывательные действия за линией фронта.
По некоторым источникам, на вооружении состоят противотанковые ракеты большой дальности «Нимрод».

## Операции подразделения
В течение долгого времени подразделение действовало на территории Ливана. Во время интифады Эль-Акса принимало участие в рутинной армейской деятельности в Иудее и Самарии, в основном выполняя аресты боевиков. При аресте члена «Хамас» в районе Дженина (2 ноября 2005 года) погиб сержант Йонатан Эврон — первый погибший боец подразделения. Во время Второй ливанской войны подразделение понесло потери в бою около деревни Марун а-Расс. Тогда израильские силы впервые столкнулись с «заповедником» — системой замаскированных бункеров и подземных ходов «Хизбаллы». Позднее подразделение участвовало в охоте на пусковые установки и уничтожило около 40 пусковых установок и 150 ракет. Подразделение было награждено знаком отличия командующего округом.
Некоторые средства информации сообщали об участии подразделения в охоте за «СКАДами» во время операции «Буря в пустыне».

## Условия приёма и обучение

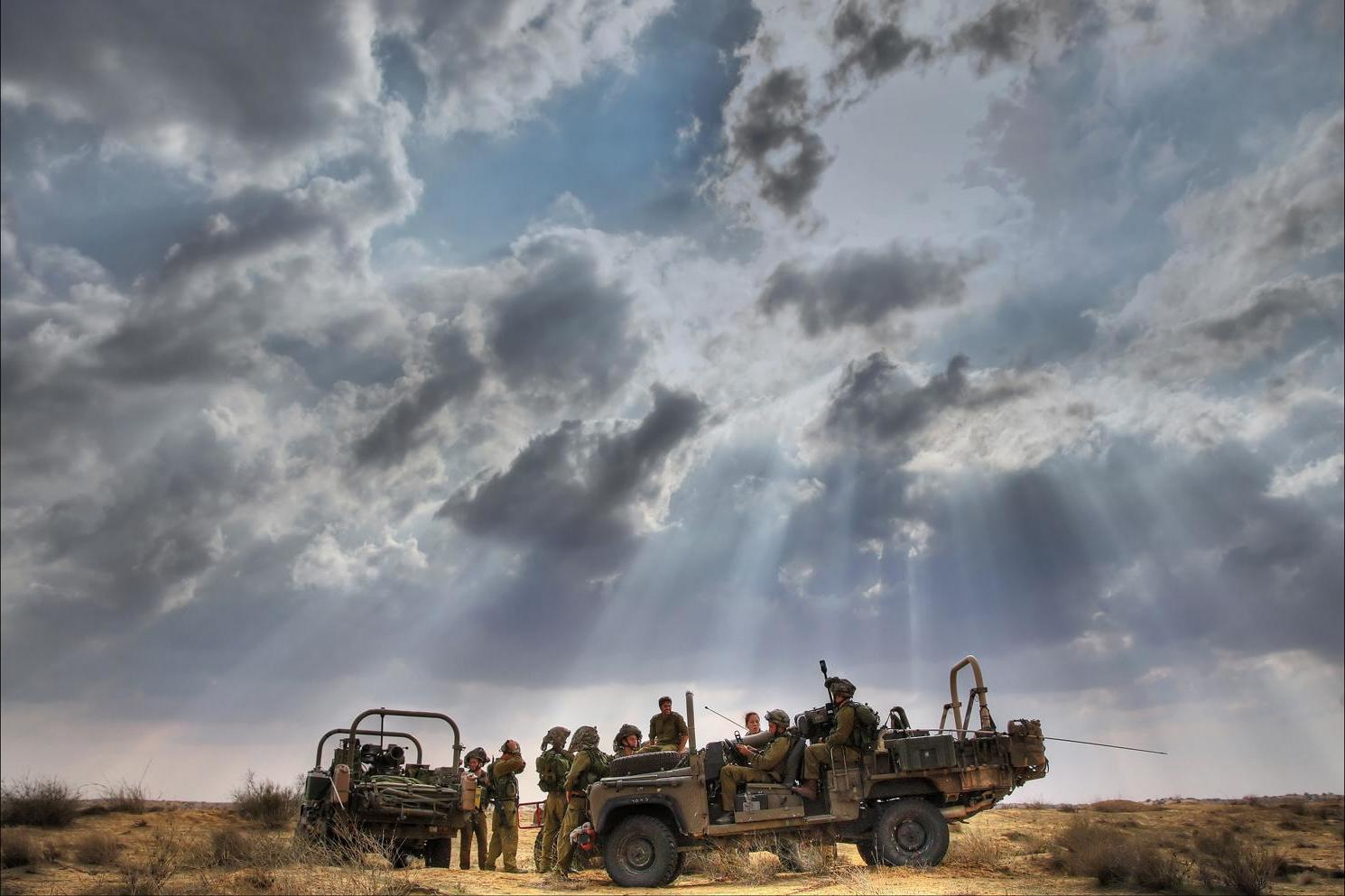
Тренировка коммандос Маглан в пустыне

В часть принимаются призывники, прошедшие отбор на курс летчиков либо отбор в Сайерет Маткаль и другие элитные подразделения, но не принятые туда которые прошли собеседование на прием по оценкам отборов, либо также прошедшие трёхдневный отбор в спецчасти бригады парашютистов. Требуется медицинский профиль не менее 82. Специализированная подготовка начинается с курса молодого бойца на учебной базе бригады парашютистов (3 месяцев), Курс бойца Коммандос в части бригады «Оз» (9 месяцев) там проходят все бойцы и курс командиров отделения (курс маким). Дальше и специализированная тренировка в базе подразделения (6 месяцев), всё обучение длится около полутора лет.